# Donda sailendra
Donda sailendra är en fjärilsart som beskrevs av Kobes 1983. Donda sailendra ingår i släktet Donda och familjen nattflyn. Inga underarter finns listade i Catalogue of Life.